# Copa Roca 1939
La Copa Roca de 1939 fue un torneo amistoso de fútbol jugado entre la selección brasileña y la selección argentina los días 15 y 22 de enero de 1939 y 18 y 25 de febrero de 1940. El torneo fue organizado por Brasil y ganado por Argentina.
Fue la primera Copa Roca de la era profesional y la primera que se disputó a más de un partido.
Brasil acababa de quedar tercero en la Copa Mundial de Fútbol de 1938 y contaba con la estrella Leônidas da Silva. Argentina no jugó el Mundial, pero iniciaría su hegemonía en Sudamérica en los años 40.

## Reglamento
El reglamento preveía dos partidos; el equipo con más victorias sería coronado campeón. Todos los partidos se disputaron en Brasil. Como los dos partidos terminaron con una victoria para cada equipo, se jugó un tercer partido de desempate, que terminó en empate en el tiempo reglamentario. Este partido fue a la prórroga, pero el marcador siguió siendo de empate, lo que obligó a disputar un segundo partido de desempate, que culminó con la victoria de Argentina.

## Partido
Los argentinos ganaron el partido de ida por 5-1 en lo que fue descrito por Globo Sportivo como "la mayor derrota del fútbol brasileño". La recaudación del partido fue la más alta de la historia de un acontecimiento deportivo: 325.600.000 reales en el Estadio Vasco da Gama. El ataque argentino de Antonio Sastre, Carlos Peucelle, Herminio Masantonio, José Manuel Moreno y Enrique "Chueco" García fue calificado de "perfecto". Sin el balón, Sastre y Moreno se replegaron, dando a los argentinos superioridad numérica, con siete jugadores para defender, una maniobra a la que los brasileños no estaban acostumbrados. Para la revista, ese era el secreto del equipo argentino, que le permitía formar una "defensa cerrada" para los estándares de la época. Sólo Leónidas destacó individualmente en el equipo brasileño. El marcador lo abrió García, que aprovechó un rechace del disparo de Moreno. Luizinho tuvo la oportunidad de empatar por mediación de Leónidas unos minutos más tarde. El segundo gol vino de una jugada individual de Masantonio en un balón que la revista dio por salvado por el portero brasileño Batataes. El tercer gol lo marcó Moreno a pase de Arcadio. Peucelle centró para que Masantonio marcara el cuarto. Sastre centró para que Moreno marcara el quinto. Hércules sacó un córner y Leónidas marcó el gol brasileño.
Los brasileños se recuperaron en el segundo partido, disputado la semana siguiente, de nuevo en el Estadio Vasco da Gama. Leonidas recogió el rechace de un disparo de Perácio para abrir el marcador. Rodolfi disparó desviado en el rechace de un córner, Thadeu saltó tarde y supuso el empate para los argentinos. Leonidas y Adilson combinaron y Leonidas marcó, pero el gol fue anulado por falta sobre el portero. Montanez sirvió a García para el gol de los argentinos. 1 a 2. El portero argentino Gualco se convirtió en la figura del campo, realizando grandes paradas a Peracio, Adilson y Leonidas. En la segunda parte, Carreiro centró y Adilson empató. 2 a 2. A diez minutos del final, Brandão disparó y Pedro Surez puso la mano en el balón: penalti para Brasil. Los jugadores argentinos se fueron contra el árbitro y el partido se paralizó durante 12 minutos. Perácio volvió a marcar para sellar la victoria brasileña. Para Globo Sportivo, la victoria se debió a la entrada de sangre nueva, especialmente Adilson, Perácio y Afonsinho. Los brasileños se mostraron más combativos sobre el terreno de juego. Afonsinho anuló la banda derecha argentina. En la segunda parte, Moreno entró en lugar de Sastre en la banda derecha para intentar impedir el dominio brasileño en esa zona: "sin sus movimientos libres, los argentinos estuvieron muy lejos de mostrar el impresionante virtuosismo del primer partido.".
Para el tercer partido, que tuvo lugar un año después en el Estadio Palestra Itália, Brasil y Argentina fueron dirigidos por nuevos entrenadores: Sylvio Lagreca en Brasil y Guillermo Stábile en Argentina. Argentina salió con un equipo alternativo, del que la revista O Globo Sportivo señaló que esperaba un "valor secundario", pero realizó "una actuación convincente, con líneas ajustadas". Los goles no llegaron hasta la segunda parte. García disparó, Aymoré paró y Cassan aprovechó el rechace. Los brasileños reclamaron falta sobre el portero. 0-1. En el minuto 90, Romeu pasó a Leónidas, que regateó a Salomón y fue derribado por Valussi. El partido se paralizó durante 14 minutos, ya que los argentinos reclamaron que había sido falta fuera del área. Los argentinos amenazaron con abandonar el partido. El mismo Leónidas golpeó y empató. En la prórroga, Romeu encontró a Leônidas, que dio la vuelta al 2-1. Peucelle centra y Baldonedo empata. 2 a 2.
El partido final volvió a disputarse en el Estadio Palestra Itália una semana más tarde. Argentina se impuso por un contundente 3-0, con una buena actuación del guardameta brasileño Aymoré. Globo Sportivo volvió a destacar la superioridad numérica de los argentinos en el mediocampo, con sus centrales regresando para cerrar la línea. Sastre asistió a Baldoneo para abrir el marcador. García centró y Fidel marcó el segundo. El tercero llegó de la mano de Sastre tras un pase de García. Globo Sportivo lamentó que Brasil no pudiera contar con Domingos da Guia, pero reconoció la superioridad de los argentinos.

## Resultado
| 1     | POR   | Batatais            |  |
|       | DEF   | Domingos da Guia    |  |
|       | DEF   | Machado             |  |
|       | DEF   | Médio               |  |
|       | MED   | Romeu Pellicciari   |  |
|       | MED   | Bioró               |  |
|       | MED   | Brandão             |  |
|       | MED   | Tim                 |  |
|       | DEL   | Hércules de Miranda |  |
|       | DEL   | Luizinho            |  |
|       | DEL   | Leônidas da Silva   |  |
| D. T. | D. T. | Netto               |  |

| 1     | POR   | Sebastián Gualco      |  |
|       | DEF   | Sabino Coletta        |  |
|       | DEF   | Antonio Sastre        |  |
|       | MED   | Oscar Montañéz        |  |
|       | MED   | Bruno Rodolfi         |  |
|       | MED   | Enrique García        |  |
|       | DEL   | José Manuel Moreno    |  |
|       | DEL   | Arcadio López         |  |
|       | DEL   | Carlos Peucelle       |  |
|       | DEL   | Pedro Suárez          |  |
|       | DEL   | Herminio Masantonio   |  |
| D. T. | D. T. | Ángel Fernández Roca; |  |

| 61'; | Leônidas da Silva | 1:5 |

| 09'; 20'; 34'; 56'; 60' | Bruno Rodolfi; Enrique "Chueco" García | 0:5 |

| 1     | POR   | Batatais            |  |
|       | DEF   | Domingos da Guia    |  |
|       | DEF   | Machado             |  |
|       | DEF   | Médio               |  |
|       | MED   | Romeu Pellicciari   |  |
|       | MED   | Bioró               |  |
|       | MED   | Brandão             |  |
|       | MED   | Tim                 |  |
|       | DEL   | Hércules de Miranda |  |
|       | DEL   | Luizinho            |  |
|       | DEL   | Leônidas da Silva   |  |
| D. T. | D. T. | Netto               |  |

| 1     | POR   | Sebastián Gualco      |  |
|       | DEF   | Sabino Coletta        |  |
|       | DEF   | Antonio Sastre        |  |
|       | MED   | Oscar Montañéz        |  |
|       | MED   | Bruno Rodolfi         |  |
|       | MED   | Enrique García        |  |
|       | DEL   | José Manuel Moreno    |  |
|       | DEL   | Arcadio López         |  |
|       | DEL   | Carlos Peucelle       |  |
|       | DEL   | Pedro Suárez          |  |
|       | DEL   | Herminio Masantonio   |  |
| D. T. | D. T. | Ángel Fernández Roca; |  |

| 61'; | Leônidas da Silva | 1:5 |

| 09'; 20'; 34'; 56'; 60' | Bruno Rodolfi; Enrique "Chueco" García | 0:5 |

| 1     | POR   | Batatais            |  |
|       | DEF   | Domingos da Guia    |  |
|       | DEF   | Machado             |  |
|       | DEF   | Médio               |  |
|       | MED   | Romeu Pellicciari   |  |
|       | MED   | Bioró               |  |
|       | MED   | Brandão             |  |
|       | MED   | Tim                 |  |
|       | DEL   | Hércules de Miranda |  |
|       | DEL   | Luizinho            |  |
|       | DEL   | Leônidas da Silva   |  |
| D. T. | D. T. | Netto               |  |

| 1     | POR   | Sebastián Gualco      |  |
|       | DEF   | Sabino Coletta        |  |
|       | DEF   | Antonio Sastre        |  |
|       | MED   | Oscar Montañéz        |  |
|       | MED   | Bruno Rodolfi         |  |
|       | MED   | Enrique García        |  |
|       | DEL   | José Manuel Moreno    |  |
|       | DEL   | Arcadio López         |  |
|       | DEL   | Carlos Peucelle       |  |
|       | DEL   | Pedro Suárez          |  |
|       | DEL   | Herminio Masantonio   |  |
| D. T. | D. T. | Ángel Fernández Roca; |  |

| 61'; | Leônidas da Silva | 1:5 |

| 09'; 20'; 34'; 56'; 60' | Bruno Rodolfi; Enrique "Chueco" García | 0:5 |

| 1     | POR   | Batatais            |  |
|       | DEF   | Domingos da Guia    |  |
|       | DEF   | Machado             |  |
|       | DEF   | Médio               |  |
|       | MED   | Romeu Pellicciari   |  |
|       | MED   | Bioró               |  |
|       | MED   | Brandão             |  |
|       | MED   | Tim                 |  |
|       | DEL   | Hércules de Miranda |  |
|       | DEL   | Luizinho            |  |
|       | DEL   | Leônidas da Silva   |  |
| D. T. | D. T. | Netto               |  |

| 1     | POR   | Sebastián Gualco      |  |
|       | DEF   | Sabino Coletta        |  |
|       | DEF   | Antonio Sastre        |  |
|       | MED   | Oscar Montañéz        |  |
|       | MED   | Bruno Rodolfi         |  |
|       | MED   | Enrique García        |  |
|       | DEL   | José Manuel Moreno    |  |
|       | DEL   | Arcadio López         |  |
|       | DEL   | Carlos Peucelle       |  |
|       | DEL   | Pedro Suárez          |  |
|       | DEL   | Herminio Masantonio   |  |
| D. T. | D. T. | Ángel Fernández Roca; |  |

| 61'; | Leônidas da Silva | 1:5 |

| 09'; 20'; 34'; 56'; 60' | Bruno Rodolfi; Enrique "Chueco" García | 0:5 |

| 1     | POR   | Thadeu            |  |
|       | DEF   | Domingos da Guia  |  |
|       | DEF   | Florindo          |  |
|       | DEF   | Afonsinho         |  |
|       | MED   | Romeu Pellicciari |  |
|       | MED   | Zezé Procópio     |  |
|       | MED   | Brandão           |  |
|       | MED   | Carreiro          |  |
|       | DEL   | Adílson           |  |
|       | DEL   | Perácio           |  |
|       | DEL   | Leônidas da Silva |  |
| D. T. | D. T. | Netto             |  |

| 1     | POR   | Sebastián Gualco      |  |
|       | DEF   | Sabino Coletta        |  |
|       | DEF   | Antonio Sastre        |  |
|       | MED   | Oscar Montañéz        |  |
|       | MED   | Bruno Rodolfi         |  |
|       | MED   | Enrique García        |  |
|       | DEL   | José Manuel Moreno    |  |
|       | DEL   | Arcadio López         |  |
|       | DEL   | Carlos Peucelle       |  |
|       | DEL   | Pedro Suárez          |  |
|       | DEL   | Herminio Masantonio   |  |
| D. T. | D. T. | Ángel Fernández Roca; |  |

| 78'; 85'; 15' | Adílson; Perácio; Leônidas da Silva | 3:2 |

| 16'; 23' | Bruno Rodolfi; Enrique "Chueco" García | 3:2 |

| 1     | POR   | Thadeu            |  |
|       | DEF   | Domingos da Guia  |  |
|       | DEF   | Florindo          |  |
|       | DEF   | Afonsinho         |  |
|       | MED   | Romeu Pellicciari |  |
|       | MED   | Zezé Procópio     |  |
|       | MED   | Brandão           |  |
|       | MED   | Carreiro          |  |
|       | DEL   | Adílson           |  |
|       | DEL   | Perácio           |  |
|       | DEL   | Leônidas da Silva |  |
| D. T. | D. T. | Netto             |  |

| 1     | POR   | Sebastián Gualco      |  |
|       | DEF   | Sabino Coletta        |  |
|       | DEF   | Antonio Sastre        |  |
|       | MED   | Oscar Montañéz        |  |
|       | MED   | Bruno Rodolfi         |  |
|       | MED   | Enrique García        |  |
|       | DEL   | José Manuel Moreno    |  |
|       | DEL   | Arcadio López         |  |
|       | DEL   | Carlos Peucelle       |  |
|       | DEL   | Pedro Suárez          |  |
|       | DEL   | Herminio Masantonio   |  |
| D. T. | D. T. | Ángel Fernández Roca; |  |

| 78'; 85'; 15' | Adílson; Perácio; Leônidas da Silva | 3:2 |

| 16'; 23' | Bruno Rodolfi; Enrique "Chueco" García | 3:2 |

| 1     | POR   | Thadeu            |  |
|       | DEF   | Domingos da Guia  |  |
|       | DEF   | Florindo          |  |
|       | DEF   | Afonsinho         |  |
|       | MED   | Romeu Pellicciari |  |
|       | MED   | Zezé Procópio     |  |
|       | MED   | Brandão           |  |
|       | MED   | Carreiro          |  |
|       | DEL   | Adílson           |  |
|       | DEL   | Perácio           |  |
|       | DEL   | Leônidas da Silva |  |
| D. T. | D. T. | Netto             |  |

| 1     | POR   | Sebastián Gualco      |  |
|       | DEF   | Sabino Coletta        |  |
|       | DEF   | Antonio Sastre        |  |
|       | MED   | Oscar Montañéz        |  |
|       | MED   | Bruno Rodolfi         |  |
|       | MED   | Enrique García        |  |
|       | DEL   | José Manuel Moreno    |  |
|       | DEL   | Arcadio López         |  |
|       | DEL   | Carlos Peucelle       |  |
|       | DEL   | Pedro Suárez          |  |
|       | DEL   | Herminio Masantonio   |  |
| D. T. | D. T. | Ángel Fernández Roca; |  |

| 78'; 85'; 15' | Adílson; Perácio; Leônidas da Silva | 3:2 |

| 16'; 23' | Bruno Rodolfi; Enrique "Chueco" García | 3:2 |

| 1     | POR   | Thadeu            |  |
|       | DEF   | Domingos da Guia  |  |
|       | DEF   | Florindo          |  |
|       | DEF   | Afonsinho         |  |
|       | MED   | Romeu Pellicciari |  |
|       | MED   | Zezé Procópio     |  |
|       | MED   | Brandão           |  |
|       | MED   | Carreiro          |  |
|       | DEL   | Adílson           |  |
|       | DEL   | Perácio           |  |
|       | DEL   | Leônidas da Silva |  |
| D. T. | D. T. | Netto             |  |

| 1     | POR   | Sebastián Gualco      |  |
|       | DEF   | Sabino Coletta        |  |
|       | DEF   | Antonio Sastre        |  |
|       | MED   | Oscar Montañéz        |  |
|       | MED   | Bruno Rodolfi         |  |
|       | MED   | Enrique García        |  |
|       | DEL   | José Manuel Moreno    |  |
|       | DEL   | Arcadio López         |  |
|       | DEL   | Carlos Peucelle       |  |
|       | DEL   | Pedro Suárez          |  |
|       | DEL   | Herminio Masantonio   |  |
| D. T. | D. T. | Ángel Fernández Roca; |  |

| 78'; 85'; 15' | Adílson; Perácio; Leônidas da Silva | 3:2 |

| 16'; 23' | Bruno Rodolfi; Enrique "Chueco" García | 3:2 |

| 1     | POR   | Aymoré Moreira    |  |
|       | DEF   | Jaú               |  |
|       | DEF   | Junqueira         |  |
|       | DEF   | Afonsinho         |  |
|       | MED   | Romeu Pellicciari |  |
|       | MED   | Zarzur            |  |
|       | MED   | Tim               |  |
|       | MED   | Argemiro          |  |
|       | DEL   | Carreiro          |  |
|       | DEL   | Adílson           |  |
|       | DEL   | Leônidas da Silva |  |
| D. T. | D. T. | Netto             |  |

| 1     | POR   | Sebastián Gualco   |  |
|       | DEF   | Víctor Valussi     |  |
|       | DEF   | Antonio Sastre     |  |
|       | MED   | José Salomón       |  |
|       | MED   | Ángel Perucca      |  |
|       | MED   | Enrique García     |  |
|       | DEL   | Luis Arrieta       |  |
|       | DEL   | Manuel Aragüez     |  |
|       | DEL   | Carlos Peucelle    |  |
|       | DEL   | Pedro Suárez       |  |
|       | DEL   | Emilio Baldonedo   |  |
| D. T. | D. T. | Guillermo Stábile; |  |

| 45'; 92'; | Leônidas da Silva; Leônidas da Silva | 2:2 |

| 67'; 116' | Fabio Cassán; Emilio Baldonedo | 3:2 |

| 1     | POR   | Aymoré Moreira    |  |
|       | DEF   | Jaú               |  |
|       | DEF   | Junqueira         |  |
|       | DEF   | Afonsinho         |  |
|       | MED   | Romeu Pellicciari |  |
|       | MED   | Zarzur            |  |
|       | MED   | Tim               |  |
|       | MED   | Argemiro          |  |
|       | DEL   | Carreiro          |  |
|       | DEL   | Adílson           |  |
|       | DEL   | Leônidas da Silva |  |
| D. T. | D. T. | Netto             |  |

| 1     | POR   | Sebastián Gualco   |  |
|       | DEF   | Víctor Valussi     |  |
|       | DEF   | Antonio Sastre     |  |
|       | MED   | José Salomón       |  |
|       | MED   | Ángel Perucca      |  |
|       | MED   | Enrique García     |  |
|       | DEL   | Luis Arrieta       |  |
|       | DEL   | Manuel Aragüez     |  |
|       | DEL   | Carlos Peucelle    |  |
|       | DEL   | Pedro Suárez       |  |
|       | DEL   | Emilio Baldonedo   |  |
| D. T. | D. T. | Guillermo Stábile; |  |

| 45'; 92'; | Leônidas da Silva; Leônidas da Silva | 2:2 |

| 67'; 116' | Fabio Cassán; Emilio Baldonedo | 3:2 |

| 1     | POR   | Aymoré Moreira    |  |
|       | DEF   | Jaú               |  |
|       | DEF   | Junqueira         |  |
|       | DEF   | Afonsinho         |  |
|       | MED   | Romeu Pellicciari |  |
|       | MED   | Zarzur            |  |
|       | MED   | Tim               |  |
|       | MED   | Argemiro          |  |
|       | DEL   | Carreiro          |  |
|       | DEL   | Adílson           |  |
|       | DEL   | Leônidas da Silva |  |
| D. T. | D. T. | Netto             |  |

| 1     | POR   | Sebastián Gualco   |  |
|       | DEF   | Víctor Valussi     |  |
|       | DEF   | Antonio Sastre     |  |
|       | MED   | José Salomón       |  |
|       | MED   | Ángel Perucca      |  |
|       | MED   | Enrique García     |  |
|       | DEL   | Luis Arrieta       |  |
|       | DEL   | Manuel Aragüez     |  |
|       | DEL   | Carlos Peucelle    |  |
|       | DEL   | Pedro Suárez       |  |
|       | DEL   | Emilio Baldonedo   |  |
| D. T. | D. T. | Guillermo Stábile; |  |

| 45'; 92'; | Leônidas da Silva; Leônidas da Silva | 2:2 |

| 67'; 116' | Fabio Cassán; Emilio Baldonedo | 3:2 |

| 1     | POR   | Aymoré Moreira    |  |
|       | DEF   | Jaú               |  |
|       | DEF   | Junqueira         |  |
|       | DEF   | Afonsinho         |  |
|       | MED   | Romeu Pellicciari |  |
|       | MED   | Zarzur            |  |
|       | MED   | Tim               |  |
|       | MED   | Argemiro          |  |
|       | DEL   | Carreiro          |  |
|       | DEL   | Adílson           |  |
|       | DEL   | Leônidas da Silva |  |
| D. T. | D. T. | Netto             |  |

| 1     | POR   | Sebastián Gualco   |  |
|       | DEF   | Víctor Valussi     |  |
|       | DEF   | Antonio Sastre     |  |
|       | MED   | José Salomón       |  |
|       | MED   | Ángel Perucca      |  |
|       | MED   | Enrique García     |  |
|       | DEL   | Luis Arrieta       |  |
|       | DEL   | Manuel Aragüez     |  |
|       | DEL   | Carlos Peucelle    |  |
|       | DEL   | Pedro Suárez       |  |
|       | DEL   | Emilio Baldonedo   |  |
| D. T. | D. T. | Guillermo Stábile; |  |

| 45'; 92'; | Leônidas da Silva; Leônidas da Silva | 2:2 |

| 67'; 116' | Fabio Cassán; Emilio Baldonedo | 3:2 |

| 1     | POR   | Aymoré Moreira    |  |
|       | DEF   | Jaú               |  |
|       | DEF   | Florindo          |  |
|       | DEF   | Afonsinho         |  |
|       | MED   | Romeu Pellicciari |  |
|       | MED   | Zarzur            |  |
|       | MED   | Tim               |  |
|       | MED   | Argemiro          |  |
|       | DEL   | Carreiro          |  |
|       | DEL   | Adílson           |  |
|       | DEL   | Leônidas da Silva |  |
| D. T. | D. T. | Netto             |  |

| 1     | POR   | Sebastián Gualco   |  |
|       | DEF   | Víctor Valussi     |  |
|       | DEF   | Antonio Sastre     |  |
|       | MED   | José Salomón       |  |
|       | MED   | Ángel Perucca      |  |
|       | MED   | Enrique García     |  |
|       | DEL   | Fabio Cassán       |  |
|       | DEL   | Manuel Aragüez     |  |
|       | DEL   | Carlos Peucelle    |  |
|       | DEL   | Pedro Suárez       |  |
|       | DEL   | Emilio Baldonedo   |  |
| D. T. | D. T. | Guillermo Stábile; |  |

| 36'; 87'; 89' | Antonio Sastre; Emilio Baldonedo; Manuel Fidel | 0:3 |

| 1     | POR   | Aymoré Moreira    |  |
|       | DEF   | Jaú               |  |
|       | DEF   | Florindo          |  |
|       | DEF   | Afonsinho         |  |
|       | MED   | Romeu Pellicciari |  |
|       | MED   | Zarzur            |  |
|       | MED   | Tim               |  |
|       | MED   | Argemiro          |  |
|       | DEL   | Carreiro          |  |
|       | DEL   | Adílson           |  |
|       | DEL   | Leônidas da Silva |  |
| D. T. | D. T. | Netto             |  |

| 1     | POR   | Sebastián Gualco   |  |
|       | DEF   | Víctor Valussi     |  |
|       | DEF   | Antonio Sastre     |  |
|       | MED   | José Salomón       |  |
|       | MED   | Ángel Perucca      |  |
|       | MED   | Enrique García     |  |
|       | DEL   | Fabio Cassán       |  |
|       | DEL   | Manuel Aragüez     |  |
|       | DEL   | Carlos Peucelle    |  |
|       | DEL   | Pedro Suárez       |  |
|       | DEL   | Emilio Baldonedo   |  |
| D. T. | D. T. | Guillermo Stábile; |  |

| 36'; 87'; 89' | Antonio Sastre; Emilio Baldonedo; Manuel Fidel | 0:3 |

| 1     | POR   | Aymoré Moreira    |  |
|       | DEF   | Jaú               |  |
|       | DEF   | Florindo          |  |
|       | DEF   | Afonsinho         |  |
|       | MED   | Romeu Pellicciari |  |
|       | MED   | Zarzur            |  |
|       | MED   | Tim               |  |
|       | MED   | Argemiro          |  |
|       | DEL   | Carreiro          |  |
|       | DEL   | Adílson           |  |
|       | DEL   | Leônidas da Silva |  |
| D. T. | D. T. | Netto             |  |

| 1     | POR   | Sebastián Gualco   |  |
|       | DEF   | Víctor Valussi     |  |
|       | DEF   | Antonio Sastre     |  |
|       | MED   | José Salomón       |  |
|       | MED   | Ángel Perucca      |  |
|       | MED   | Enrique García     |  |
|       | DEL   | Fabio Cassán       |  |
|       | DEL   | Manuel Aragüez     |  |
|       | DEL   | Carlos Peucelle    |  |
|       | DEL   | Pedro Suárez       |  |
|       | DEL   | Emilio Baldonedo   |  |
| D. T. | D. T. | Guillermo Stábile; |  |

| 36'; 87'; 89' | Antonio Sastre; Emilio Baldonedo; Manuel Fidel | 0:3 |

| 1     | POR   | Aymoré Moreira    |  |
|       | DEF   | Jaú               |  |
|       | DEF   | Florindo          |  |
|       | DEF   | Afonsinho         |  |
|       | MED   | Romeu Pellicciari |  |
|       | MED   | Zarzur            |  |
|       | MED   | Tim               |  |
|       | MED   | Argemiro          |  |
|       | DEL   | Carreiro          |  |
|       | DEL   | Adílson           |  |
|       | DEL   | Leônidas da Silva |  |
| D. T. | D. T. | Netto             |  |

| 1     | POR   | Sebastián Gualco   |  |
|       | DEF   | Víctor Valussi     |  |
|       | DEF   | Antonio Sastre     |  |
|       | MED   | José Salomón       |  |
|       | MED   | Ángel Perucca      |  |
|       | MED   | Enrique García     |  |
|       | DEL   | Fabio Cassán       |  |
|       | DEL   | Manuel Aragüez     |  |
|       | DEL   | Carlos Peucelle    |  |
|       | DEL   | Pedro Suárez       |  |
|       | DEL   | Emilio Baldonedo   |  |
| D. T. | D. T. | Guillermo Stábile; |  |

| 36'; 87'; 89' | Antonio Sastre; Emilio Baldonedo; Manuel Fidel | 0:3 |

| Bandera de Argentina |
| Campeón Argentina    |
| 2.do Título          |

## Goles
| Futbolista              | Selección | Goles |
| ----------------------- | --------- | ----- |
| Leônidas da Silva       | Brasil    | 4     |
| Emilio Baldonedo        | Argentina | 2     |
| Enrique "Chueco" García | Argentina | 2     |
| Herminio Masantonio     | Argentina | 2     |
| José Manuel Moreno      | Argentina | 2     |
| Antonio Sastre          | Argentina | 1     |
| Bruno Rodolfi           | Argentina | 1     |
| Fabio Cassan            | Argentina | 1     |
| Manuel Fidel            | Argentina | 1     |
| Adílson                 | Brasil    | 1     |
| Perácio                 | Brasil    | 1     |

## Asistentes
| Jugador                 | Selección | Asistente |
| ----------------------- | --------- | --------- |
| Antonio Sastre          | Argentina | 2         |
| Enrique "Chueco" García | Argentina | 2         |
| Carlos Peucelle         | Argentina | 2         |
| Arcadio López           | Argentina | 1         |
| Oscar Montañéz          | Argentina | 1         |
| Hércules de Miranda     | Brasil    | 1         |
| Carreiro                | Brasil    | 1         |
| José Augusto Brandão    | Brasil    | 1         |
| Leônidas da Silva       | Brasil    | 1         |
| Romeu Pellicciari       | Brasil    | 1         |